# Lee Petty

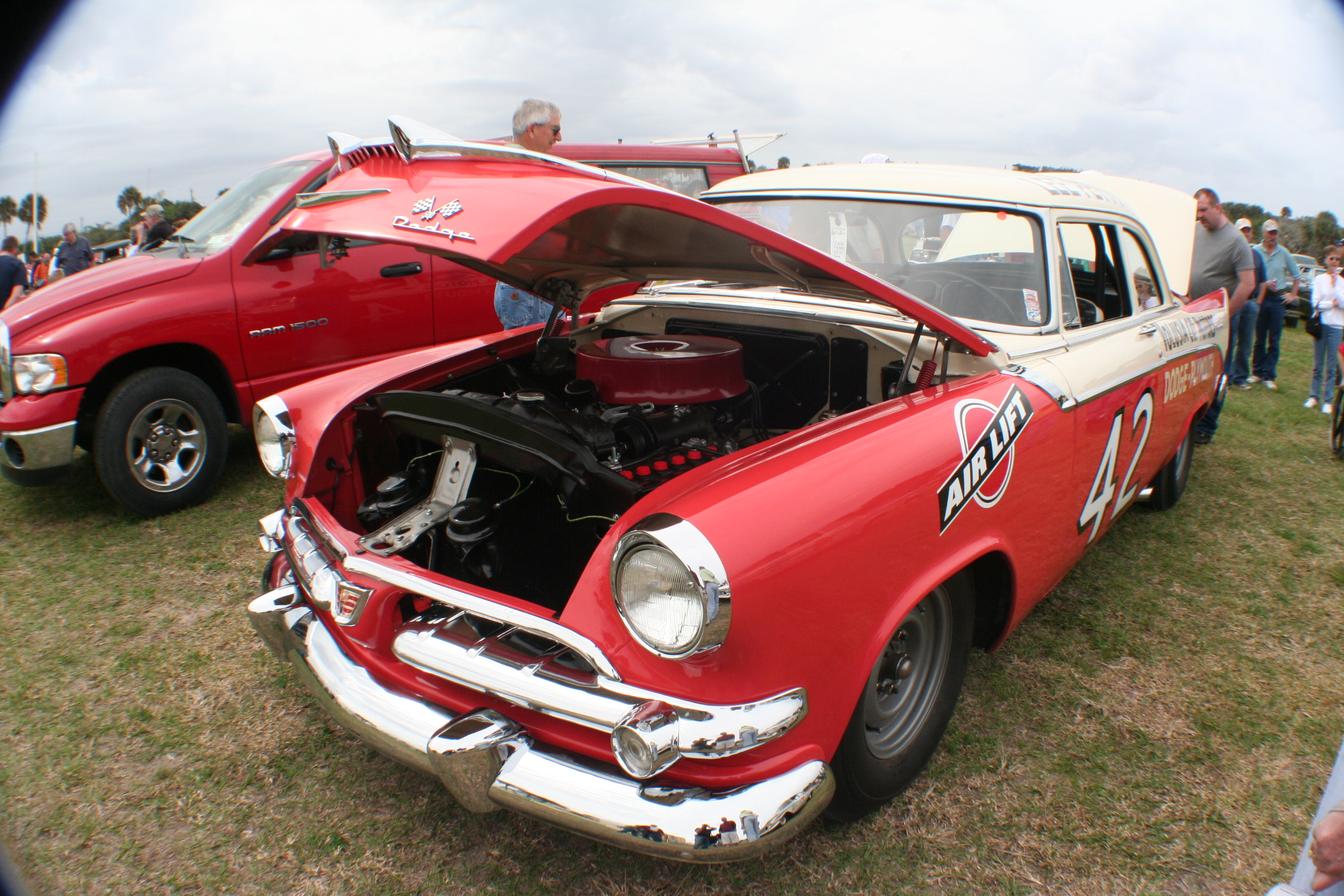
Petty's Dodge met startnummer 42

Lee Arnold Petty (nabij Randleman (North Carolina), 14 maart 1914 - Greensboro (North Carolina), 5 april 2000) was een Amerikaans autocoureur. Hij won de NASCAR Grand National Series (de huidige Sprint Cup) drie keer in zijn carrière. Zijn zoon Richard won het kampioenschap zeven keer.

## Carrière
Petty was vijfendertig jaar oud toen het eerste NASCAR kampioenschap in 1949 van start ging. De eerste zeven jaar eindigde hij zes keer in de top 3 van het kampioenschap. De eerste titel won hij in 1954, de tweede in 1958 en de derde en laatste in 1959. In dat jaar won hij elf races waaronder de allereerste Daytona 500. Petty reed in de laatste ronde van die eerste Daytona 500 met zijn Oldsmobile zij aan zij met Johnny Beauchamp en Joe Weatherly zodat het een fotofinish werd op de eindmeet. Beauchamp werd tot voorlopige winnaar uitgeroepen maar na protest van Petty werd de definitieve race uitslag pas drie dagen later bekendgemaakt. Petty werd uiteindelijk tot officiële winnaar uitgeroepen. Een jaar later reed hij zijn laatste volledige seizoen in de NASCAR. Hij reed zijn laatste race in 1964 op Watkins Glen op 49-jarige leeftijd. In 1990 werd hij opgenomen als erelid in de International Motorsports Hall of Fame. Hij overleed in 2000 op 86-jarige leeftijd aan de gevolgen van een aneurysma.

## Resultaten in de Nascar Grand National Series
Grand National Series resultaten (aantal gereden races, polepositions, gewonnen races en positie in het kampioenschap)
| Jaar | Races | Polepositions | Overwinningen | Kampioenschap |
| ---- | ----- | ------------- | ------------- | ------------- |
| 1949 | 6     | 0             | 1             | 2e            |
| 1950 | 17    | 0             | 1             | 3e            |
| 1951 | 32    | 0             | 1             | 4e            |
| 1952 | 32    | 0             | 3             | 3e            |
| 1953 | 36    | 0             | 5             | 2e            |
| 1954 | 34    | 3             | 7             | 1e            |
| 1955 | 42    | 1             | 6             | 3e            |
| 1956 | 47    | 1             | 2             | 4e            |
| 1957 | 41    | 3             | 4             | 4e            |
| 1958 | 50    | 4             | 7             | 1e            |
| 1959 | 42    | 2             | 11            | 1e            |
| 1960 | 39    | 3             | 5             | 6e            |
| 1961 | 3     | 1             | 1             | 104e          |
| 1962 | 1     | 0             | 0             | 73e           |
| 1963 | 3     | 0             | 0             | 82e           |
| 1964 | 2     | 0             | 0             | 109e          |